# روبرت دوغلاس سويت
روبرت دوغلاس سويت (بالإنجليزية: Robert Douglas Sweet)‏ هو طبيب أمراض جلدية بريطاني، اشتهر باكتشافه الجلاد الحموي الحاد بالعدلات أو متلازمة سويت التي تحمل اسمه.